# Tsjecho-Slowakije op de Olympische Winterspelen 1956
Tijdens de Olympische Winterspelen van 1956, die in Cortina d'Ampezzo (Italië) werden gehouden, nam Tsjecho-Slowakije voor de zevende keer deel.

## Deelnemers en resultaten

### Alpineskiën
| Olympiër          | Discipline       | Resultaat | Prestatie                      |
| ----------------- | ---------------- | --------- | ------------------------------ |
| Jaroslav Bogdálek | afdaling (m)     | dq        | diskwalificatie                |
| Jaroslav Bogdálek | reuzenslalom (m) | 31e       | 3.27,3 (+27,2)                 |
| Jaroslav Bogdálek | slalom (m)       | 29e       | 4.07,3 (+52,6) 2.00,4+2.06,9   |
| Evžen Čermák      | afdaling (m)     | 17e       | 3.18,0 (+25,8)                 |
| Evžen Čermák      | reuzenslalom (m) | 32e       | 3.27,7 (+27,6)                 |
| Evžen Čermák      | slalom (m)       | 21e       | 3.42,8 (+28,1) 1.37,5+2.05,3   |
| Kurt Hennrich     | afdaling (m)     | 7e        | 3.01,5 (+9,3)                  |
| Kurt Hennrich     | reuzenslalom (m) | 36e       | 3.30,4 (+30,3)                 |
| Kurt Hennrich     | slalom (m)       | 36e       | 4.18,5 (+1.03,8) 1.58,3+2.20,2 |
| Vladimír Krajňák  | afdaling (m)     | dq        | diskwalificatie                |
| Vladimír Krajňák  | reuzenslalom (m) | 38e       | 3.31,0 (+30,9)                 |
| Vladimír Krajňák  | slalom (m)       | dq        | diskwalificatie                |

### Kunstrijden
| Olympiër                       | Discipline | Resultaat | Prestatie                 |
| ------------------------------ | ---------- | --------- | ------------------------- |
| Karol Divín                    | mannen     | 5e        | pc. 49,5; 154,250 punten  |
| Jindra Kramperová              | vrouwen    | 20e       | pc. 209,0; 136,670 punten |
| Věra Suchánková Zdeněk Doležal | paarrijden | 8e        | pc. 68,5; 10,530 punten   |

### Langlaufen
| Olympiër                                               | Discipline            | Resultaat | Prestatie                                       |
| ------------------------------------------------------ | --------------------- | --------- | ----------------------------------------------- |
| Jaroslav Cardal                                        | 15 km (m)             | 42e       | 56.12 (+6.33)                                   |
| Jaroslav Cardal                                        | 30 km (m)             | 18e       | 1:51.05 (+6.59)                                 |
| Ilja Matouš                                            | 15 km (m)             | 13e       | 52.04 (+2.25)                                   |
| Ilja Matouš                                            | 30 km (m)             | 10e       | 1:48.12 (+4.06)                                 |
| Josef Prokeš                                           | 15 km (m)             | 36e       | 55.05 (+5.26)                                   |
| Josef Prokeš                                           | 30 km (m)             | 16e       | 1:50.49 (+6.43)                                 |
| Emil Okuliar Vlastimil Melich Josef Prokeš Ilja Matouš | 4x10 km estafette (m) | 8e        | 2:24.54 (+9.24) (37.02 / 36.11 / 36.13 / 35.28) |
|                                                        |                       |           |                                                 |
| Eva Lauermanová                                        | 10 km (v)             | 14e       | 41.04 (+2.53)                                   |
| Libuše Patočková                                       | 10 km (v)             | 19e       | 41.52 (+3.41)                                   |
| Olga Krasilová                                         | 10 km (v)             | 25e       | 43.10 (+4.59)                                   |
| Eva Benešová                                           | 10 km (v)             | 28e       | 43.42 (+5.31)                                   |
| Eva Benešová Libuše Patočková Eva Lauermanová          | 3x5 km estafette (v)  | 6e        | 1:14.19 (+5.18) (26.23 / 24.05 / 23.51)         |

### Noordse combinatie
| Olympiër         | Discipline | Resultaat | Prestatie                                                              |
| ---------------- | ---------- | --------- | ---------------------------------------------------------------------- |
| Vítězslav Lahr   | mannen     | 12e       | 427,800 punten schans: 193,0 (64,0+68,0+67,0 m) 15 km: 234,800 (57.39) |
| Vlastimil Melich | mannen     | 18e       | 419,600 punten schans: 183,5 (60,5+62,0+65,0 m) 15 km: 236,100 (57.18) |
| Josef Nüsser     | mannen     | 22e       | 417,300 punten schans: 189,5 (64,5+68,0+65,5 m) 15 km: 227,800 (59.28) |

### Schaatsen
| Olympiër        | Discipline   | Resultaat | Prestatie         |
| --------------- | ------------ | --------- | ----------------- |
| Jaroslav Doubek | 500 m (m)    | 30e       | 43,6 (+3,4)       |
| Jaroslav Doubek | 1500 m (m)   | 39e       | 2.19,2 (+10,6)    |
| Bohumil Jauris  | 500 m (m)    | 17e       | 42,8 (+2,6)       |
| Bohumil Jauris  | 1500 m (m)   | 15e       | 2.13,6 (+5,0)     |
| Bohumil Jauris  | 10.000 m (m) | 26e       | 17.38,4 (+1.02,5) |
| Vladimír Kolář  | 500 m (m)    | 28e       | 43,5 (+3,3)       |
| Vladimír Kolář  | 1500 m (m)   | 27e       | 2.16,5 (+7,9)     |
| Vladimír Kolář  | 5000 m (m)   | 13e       | 8.08,9 (+20,2)    |
| Vladimír Kolář  | 10.000 m (m) | 14e       | 17.16,9 (+41,0)   |

### Schansspringen
| Olympiër        | Discipline | Resultaat | Prestatie                  |
| --------------- | ---------- | --------- | -------------------------- |
| Mojmír Stuchlík | mannen     | 28e       | 187,5 punten (74,0+74,0 m) |
| Jáchym Bulín    | mannen     | 29e       | 186,0 punten (71,5+70,5 m) |

### IJshockey
| Olympiër | Discipline | Resultaat | Prestatie |
| --- | ---------- | --------- | --- |
| Jan Vodička Ján Jendek Karel Gut Jan Kasper Václav Bubník Jaromír Bünter Slavomír Bartoň Vlastimil Bubník Bronislav Danda Zdeněk Návrat František Vaněk Bohumil Prošek Miroslav Kluc Stanislav Bacílek Vladimír Zábrodský Otto Cimrman Václav Pantůček | mannen     | 5e        | voorronde groep B: 4 - 3 Tsjecho-Slowakije - Verenigde Staten 8 - 3 Tsjecho-Slowakije - Polen finaleronde: 3 - 6 Tsjecho-Slowakije - Canada 0 - 5 Tsjecho-Slowakije - Zweden 4 - 7 Tsjecho-Slowakije - Sovjet-Unie 9 - 3 Tsjecho-Slowakije - Duits eenheidsteam 4 - 9 Tsjecho-Slowakije - Verenigde Staten |

Australië · België · Bolivia · Bulgarije · Canada · Chili · Duits eenheidsteam · Finland · Frankrijk · Griekenland · Groot-Brittannië · Hongarije · IJsland · Iran · Italië · Japan · Joegoslavië · Libanon · Liechtenstein · Nederland · Noorwegen · Oostenrijk · Polen · Roemenië ·  Sovjet-Unie · Spanje · Tsjecho-Slowakije · Turkije · Verenigde Staten · Zuid-Korea · Zweden · Zwitserland